# 李尚霖
李尚霖，陝西承宣佈政使司西安府高陵縣人。明朝解元、政治人物。

## 生平
明神宗萬曆四十六年（1618年），中式戊午科陝西鄉試第一名舉人（解元）。曾官唐山縣知縣。